# Hülya Çin
Hülya Çin (Bingen am Rhein, 8 november 1995) is een Duits-Turks voetbalspeelster, die als doelverdedigster uitkomt voor het Azerbeidzjaans voetbalelftal.

## Interlands
In 2010 speelde Çin voor het Turks nationaal elftal O17 op de Olympische Jeugdspelen, waar ze een bronzen medaille behaalde.
In november 2011 stapte ze over naar het nationale team van Azerbeidzjan, en speelde haar debuut voor de O19. Sinds oktober 2012 speelt ze ook voor het Azerbeidzjaans voetbalelftal.